# Терск
Терск — деревня в Болотнинском районе Новосибирской области России. Входит в состав Егоровского сельсовета.

## География
Площадь деревни — 205 гектар.

## Население
| 2002 | 2007 | 2010 |
| ---- | ---- | ---- |
| 84   | →84  | ↘72  |

## Инфраструктура
В деревне по данным на 2007 год функционирует 1 образовательное учреждение.